# Wincenty Woyna
Wincenty Woyna (Wojna) herbu Trąby (zm. 1615) – porucznik husarii, starosta inturski.

## Życiorys
Pochodził ze starego rodu Woynów herbu Trąby wywodzących się z księstwa siewierskiego a osiadłego na Litwie. Według Niesieckiego i Kojałowicza był pułkownikiem, walczył w kampaniach moskiewskich, multańskich i na Podolu z Tatarami. Brał udział w wojnie ze Szwecją o Inflanty. W 1605 podczas bitwy pod Kircholmem jako porucznik dowodził 300 konnym oddziałem husarii, który hetman Chodkiewicz ustawił w środku szyku wojsk Rzeczypospolitej. Szarża jego husarii i rajtarów kurlandzkich rozbiła piechotę szwedzką. Woyna 
w tej bitwie został ranny.

Zmarł w 1615.